# Ventura Travada y Córdova
Buenaventura Antonio Fernández de Córdova y Peredo, S. J., conocido por su nombre de pluma, Ventura Travada y Córdova (Arequipa, 14 de julio de 1695 - ib., 18 de abril de 1758), fue un religioso e historiador del Virreinato del Perú, considerado el 'primer historiador de Arequipa'.

## Biografía
Travada nació un 14 de julio de 1695. Su padres fueron don Juan Fernández de Córdova, proveniente de Locumba y de doña Francisca de Peredo, arequipeña. Con los años adoptó para su nombre de pluma el apellido de Antonio de Travada, su padrino de bautizo.

### Vida religiosa
Desde joven se inició en la vida religiosa y fue sacerdote en Camaná, Cabanaconde, Lari, Salamanca y Pocsi. Pasó su juventud lejos de la corte episcopal, aficionado a la lectura de escritores menores de la antigüedad cristiana y de obras filosóficas de autores como Platón y Pitágoras.

## Obra
Travada es célebre por ser autor de una las más influyentes historias de la ciudad de Arequipa, cuyo título original es Suelo de Arequipa convertido en cielo. En el estreno del religioso monasterio de Santa Rosa de Santa María que fundó el Ilustrísimo Señor Doctor don Juan Bravo de Rivera del Consejo de su Magestad, digníssimo Obispo de Arequipa. De la obra original, manuscrita en 1750 y de las copias que se le hicieron, han surgido varias ediciones en el tiempo.

## Influencia
Muchos autores han tomado su obra como fuente para desarrollar sus propias "Historia de Arequipa", siendo algunos de ellos Francisco Xavier Echeverría y Morales; el lic. Juan Domingo Zamácola y Jáuregui; el presbítero Antonio Pereira y Ruiz y el deán Juan Gualberto Valdivia, hecho que se puede corroborar con la transcripción de ciertos errores, como indicar a Pedro Anzúrez de Camporredondo como "fundador de Arequipa" o que la ciudad fuera fundada en lo que hoy sería el distrito de Cayma.

## Crítica
Francisco Mostajo opina que "su prosa es perlada, poética y gongorina". Pablo Nicoli nos dice que "Travada y Córdova es el iniciador del género fantástico en la región y uno de los primeros en el Perú".